# دانیال بواتنگ
دانیال بواتنگ (انگلیسی: Daniel Boateng؛ زادهٔ ۲ سپتامبر ۱۹۹۲) یک بازیکن فوتبال اهل بریتانیا است.